# Life Is Peachy
Albums de Korn
Korn
(1994) Follow the Leader
(1998)
Singles
1. No Place to Hide
Sortie : 14 septembre 1996
2. A.D.I.D.A.S.
Sortie : 4 mars 1997
3. Good God
Sortie : 14 juillet 1997

Life Is Peachy est le deuxième album studio du groupe américain de nu metal Korn sorti le 15 octobre 1996 sur les labels Epic Records et Immortal Records.
Il est produit une nouvelle fois par Ross Robinson, aux sonorités semblables au premier mais aux paroles plus sombres ; Jonathan y parle de ses « démons » (abusé sexuellement durant sa jeunesse, rejeté par ses camarades de classes, incompris par ses parents, ...) dans des textes toujours plus choquants. Cet album connaît un réel succès, notamment grâce au single A.D.I.D.A.S.. La chanson Kill You sort du lot par son émotion à fleur de peau. En effet, Jonathan y parle de sa belle-mère, qu'il détestait car elle était sadique et cruelle avec lui, pourtant, il fantasmait sur elle[réf. nécessaire].

## Genèse

### Enregistrement et production
Le groupe commence à composer dès la fin de la tournée de son premier album. Le guitariste James Shaffer explique qu'ils « n'ont rien écrit pendant deux ans et que leur créativité est par conséquent à son apogée ». Le processus d'écriture se fait collectivement : les cinq musiciens apportent leurs idées et ils les développent « jusqu'à ce qu'ils obtiennent un monstre ». En revanche, les paroles sont majoritairement l’œuvre de Jonathan Davis.
L'enregistrement se fait en avril 1996 à l'Indigo Ranch de Malibu, avec le producteur Ross Robinson. Korn choisit de reprendre le même studio et le même producteur que pour son premier album, car celui-ci est un succès. Les sessions sont accompagnées de fêtes avec leurs amis, Davis préférant ce style d'ambiance.

## Parution et réception

### Classements et certifications
| Classement musical                 | Meilleure position |
| ---------------------------------- | ------------------ |
| Allemagne (Media Control AG)       | 85                 |
| Australie (ARIA)                   | 26                 |
| Autriche (Ö3 Austria Top 40)       | 21                 |
| Belgique (Flandre Ultratop)        | 36                 |
| Belgique (Wallonie Ultratop)       | 25                 |
| Canada (Canadian Albums)           | 32                 |
| États-Unis (Billboard 200)         | 3                  |
| Finlande (Suomen virallinen lista) | 24                 |
| Norvège (VG-lista)                 | 24                 |
| Nouvelle-Zélande (RIANZ)           | 1                  |
| Pays-Bas (Mega Album Top 100)      | 87                 |
| Royaume-Uni (UK Albums Chart)      | 32                 |
| Suède (Sverigetopplistan)          | 36                 |
| Suisse (Schweizer Hitparade)       | 7                  |

| Pays                  | Ventes      | Certifications |
| --------------------- | ----------- | -------------- |
| Australie (ARIA)      | 70 000 +    | Platine        |
| Canada (Music Canada) | 50 000 +    | Or             |
| États-Unis (RIAA)     | 2 000 000 + | 2 × Platine    |
| Royaume-Uni (BPI)     | 100 000 +   | Or             |

## Fiche technique

### Liste des chansons
| No  | Titre                                | Durée |
| --- | ------------------------------------ | ----- |
| 1.  | Twist                                | 0:50  |
| 2.  | Chi                                  | 3:55  |
| 3.  | Lost                                 | 2:55  |
| 4.  | Swallow                              | 3:38  |
| 5.  | Porno Creep                          | 2:02  |
| 6.  | Good God                             | 3:20  |
| 7.  | Mr Rogers                            | 5:10  |
| 8.  | Kunt                                 | 3:02  |
| 9.  | No Place to Hide                     | 3:32  |
| 10. | Wicked                               | 4:00  |
| 11. | A.D.I.D.A.S.                         | 2:32  |
| 12. | Low Rider                            | 1:00  |
| 13. | Ass Itch                             | 3:40  |
| 14. | Kill You (suivi de Twist a cappella) | 8:40  |

### Crédits
| Korn - Jonathan Davis : chant, guitare, cornemuse - Brian « Head » Welch : guitare, chant sur Low Rider - James « Munky » Shaffer : guitare - Reginald « Fieldy » Arvizu : basse, chœurs - David Silveria : batterie, percussions Musiciens additionnels - Chino Moreno : chant sur Wicked - Chuck Johnson : cencerro sur Low Rider - Baby Nathan : chœurs sur A.D.I.D.A.S. | - Ross Robinson : production - Chuck Johnson : mixage - Tom Lord-Alge (en) : mixage - Eddy Schreyer : matriçage - Scott Leberecht : artwork - Martin Riedl & Stephen Stickler : photographie |